# Onthophagus borassi
Onthophagus borassi är en skalbaggsart som beskrevs av Yves Cambefort 1984. Onthophagus borassi ingår i släktet Onthophagus och familjen bladhorningar. Inga underarter finns listade i Catalogue of Life.